# 帕申湖
53°35′4.51″N 12°13′50.28″E / 53.5845861°N 12.2306333°E

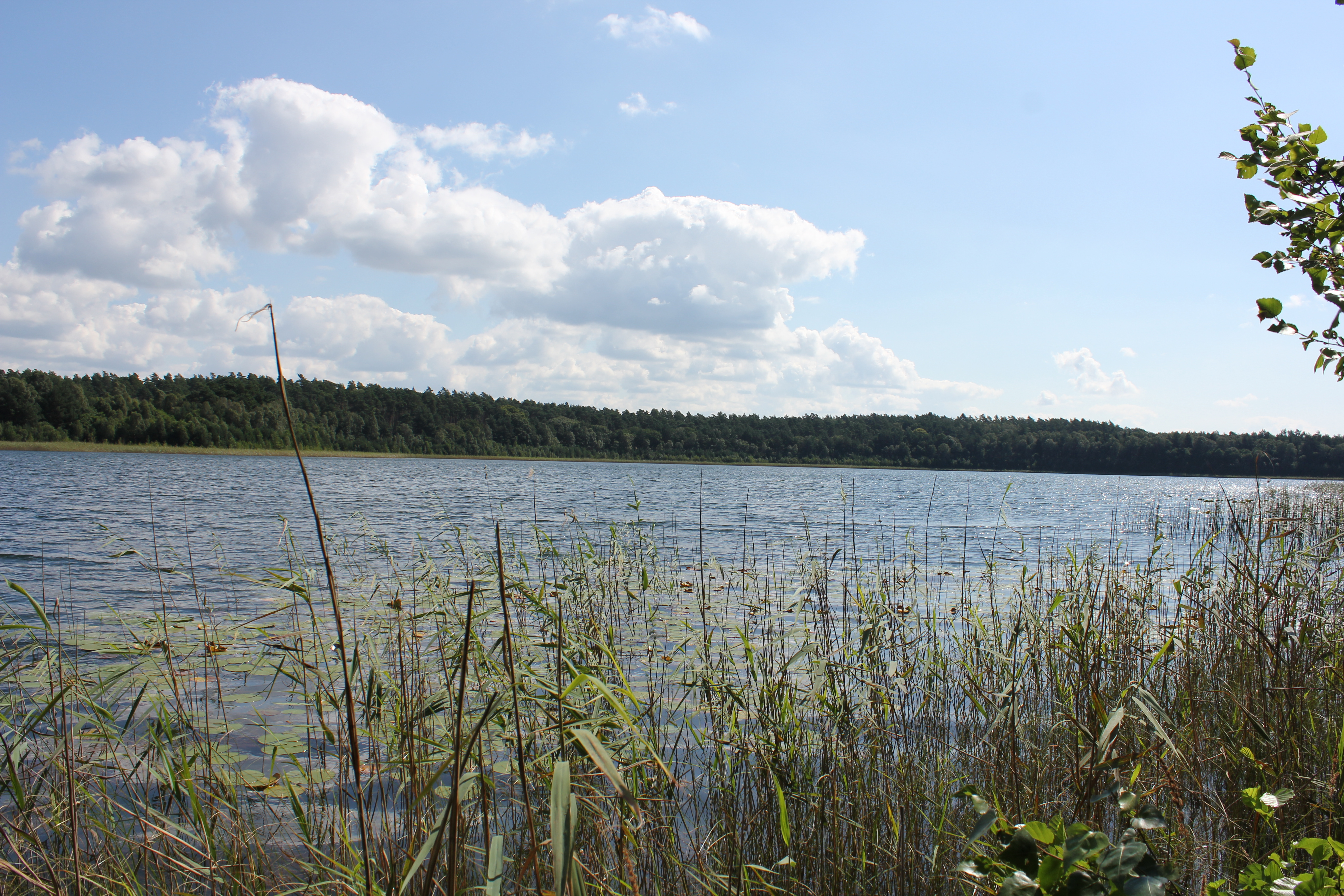

帕申湖（德語：Paschensee），是德國的湖泊，位於該國東北部梅克倫堡-前波美拉尼亞州，由路德維希斯盧斯特-帕爾希姆縣負責管轄，長1.1公里、寬0.6公里，面積0.52平方公里，海拔高度51.8米，平均水深5.5米，最大水深15.4米，水體容量286萬立方米。